# Герб Малина
Герб Ма́лина — офіційний геральдичний символ міста Малина Житомирської області, розроблений Євгеном Грищенком і затверджений міською радою у 2001 році.

## Опис
Основний фон герба зеленого кольору, що символізує собою як Полісся, на якому знаходиться місто, так і його древлянську історію. По центру фону вертикально зображені кольори українського державного прапора. У верхній частині розміщено назву міста — «Малин».
У центрі герба розміщено сувій паперу, що також носить подвійне смислове навантаження: древнє походження міста та основна галузь промисловості — папероробну, що розвинена в місті Малині, а також голуб — символ миру та древлянської історії.
У нижній частині герба 891 — рік заснування міста Малина.